# Inwentaryzacja powykonawcza
Inwentaryzacja powykonawcza lub geodezyjny pomiar powykonawczy – zespół czynności w geodezji polegających na wykonaniu pomiarów sytuacyjno-wysokościowych, które mają za zadanie pozyskanie danych o rozmieszczeniu elementów zagospodarowania danego terenu (obiektów budowlanych nadziemnych, naziemnych oraz podziemnych) oraz sporządzenie geodezyjnego operatu technicznego zawierającego wyniki wykonanych pomiarów wraz z mapą powykonawczą stanowiącą potwierdzenie przyjęcia tych zbiorów danych lub dokumentów do państwowego zasobu geodezyjnego i kartograficznego.
Pomiar inwentaryzacjny polega na określeniu położenia sytuacyjnego obiektów terenowych (budowlanych) w państwowym układzie współrzędnych prostokątnych płaskich (współrzędne X, Y) oraz położenia wysokościowego punktów charakterystycznych w państwowym układzie wysokościowym (rzędne H) stanowiących państwowy system odniesień przestrzennych. Pomiar wykonuje się w oparciu o geodezyjną osnowę poziomą i wysokościową. Pomiar powykonawczy należy do grupy pomiarów bezpośrednich, czyli takich, które wymagają bezpośredniego kontaktu z przedmiotem pomiaru. Wyniki pomiarów długości oraz współrzędne prostokątne płaskie wyraża się w metrach z precyzją zapisu do 0,01 m (dla pomiarów wymagających wyższej dokładności – w metrach z precyzją zapisu do 0,001 m), a pomiaru wysokościowego i wartość wysokości – w zależności od wymaganej dokładności pomiaru – wyraża się w metrach z precyzją zapisu do 0,1 m, 0,01 m albo 0,001 m). Mapa, stanowiąca graficzne przedstawienie wyników pomiarów geodezyjnych w postaci położenia i kształtu mierzonych obiektów, winna być opatrzona klauzulą potwierdzającą przyjęcie wykonanej inwentaryzacji do państwowego zasobu geodezyjnego i kartograficznego.
Geodezyjną dokumentację powykonawczą zawierającą wyniki pomiaru w postaci operatu technicznego wraz z elektronicznymi plikami danych, wykonawca prac geodezyjnych (geodeta) przekazuje do właściwego terenowo (dla prowadzonej inwestycji budowlanej) ośrodka dokumentacji geodezyjnej i kartograficznej prowadzącego państwowy zasób geodezyjny i kartograficzny.
Obowiązek zgłoszenia obiektów budowlanych do wykonania geodezyjnej inwentaryzacji powykonawczej (w przypadku urządzeń podziemnych przed ich zasypaniem) spoczywa na kierowniku budowy lub na inwestorze jeżeli kierownik nie został ustanowiony.